# Bernard Lee
Bernard Lee (Londen, 10 januari 1908 — aldaar, 16 januari 1981) was een Engels acteur. Hij werd vooral bekend in zijn rol als M in de eerste elf James Bondfilms.

## Biografie
Lee ging naar de Royal Academy of Dramatic Art. In de jaren 1930 werkte hij vooral in het theater. Na de Tweede Wereldoorlog ontwikkelde Lee zich als filmacteur met films zoals The Third Man (1949), Beat the Devil (1953), The Battle of the River Plate (1956), Dunkirk (1958) en Whistle Down the Wind (1961).
Lee trad in 1976 ook op in de televisieshow Beauty and the Beast met George C. Scott. Een jaar later trad hij op in de televisieshow A Christmas Carol als de geest van het huidige kerstfeest.

## James Bond
In de Bondfilms speelde Lee M, schout-bij-nacht Sir Miles Messervy, de baas van MI-6, die Bond steeds op pad stuurt.
Lee werd later opgevolgd door Robert Brown, al is niet duidelijk of deze dezelfde persoon (Sir Miles Messervy) speelt of diens opvolger. Brown speelde namelijk al een andere officier in een eerdere film. Dame Judi Dench, een vriendin van Lee, zou vanaf 1995 de rol van M spelen en in haar bureau in Schotland hangt een schilderij van Lee als eerste M.
Bernard Lee speelde in elf Bondfilms.
- Dr. No (1962)
- From Russia with Love (1963)
- Goldfinger (1964)
- Thunderball (1965)
- You Only Live Twice (1967)
- On Her Majesty's Secret Service (1969)
- Diamonds Are Forever (1971)
- Live and Let Die (1973)
- The Man with the Golden Gun (1974)
- The Spy Who Loved Me (1977)
- Moonraker (1979)

## Overlijden
In januari 1981 overleed Lee aan maagkanker tijdens de voorbereidingen van For Your Eyes Only. Uit respect is er voor zijn rol in deze film geen opvolger gezocht. Zijn teksten werden overgenomen door de minister van defensie en M's stafchef Bill Tanner.